# Museo del Palmeral
El museo del Palmeral se sitúa en Elche (Provincia de Alicante, España), en el propio Palmeral de Elche, declarado Patrimonio de la Humanidad en 2000, en una casa tradicional del siglo XIX del Huerto de San Plácido. El museo fue inaugurado en 1997 y renovado en 2006.
El Museo desvela los orígenes, historia, desarrollo y cultura del Palmeral, así como los usos y su evolución.

## Contenido
La temática de las salas muestra una visión de la historia del Palmeral por medio de vídeos, paneles, elementos expositivos y sonidos, que continúa con la visita al propio huerto exterior.
Se puede acceder al huerto del museo de forma gratuita, en él se puede apreciar el estilo de los cultivos tradicionales ilicitanos y los diferentes usos de las palmeras. 
Para acceder al interior de la casa tradicional del siglo XIX hay que abonar el precio de la entrada.
Se puede solicitar la exhibición de un palmerero profesional de martes a viernes por la mañana (previa solicitud al teléfono +34 96 542 22 40)